# 大脑中静脉
大脑中静脉（英語：middle cerebral veins）是沿着侧沟走行的大脑中浅静脉和大脑中深静脉合称。

## 大脑中浅静脉
大脑中浅静脉（英語：superficial middle cerebral vein），又称侧裂浅静脉（英語：superficial Sylvian vein），始于大脑半球的外侧表面。它沿着侧沟走向，流入海绵窦或蝶顶窦。它粘附于连接侧沟的蛛网膜深层表面，负责引流邻近皮质和脑回的血液。 

### 吻合
在其后端位置，大脑中浅静脉通过上吻合静脉与上矢状窦相连，通过下吻合静脉与横窦相连。  

## 大脑中深静脉
大脑中深静脉（英語：deep middle cerebral vein）又称侧裂深静脉（英語：deep Sylvian vein）接收来自岛叶和邻近脑回的支流静脉，并在外侧沟的下部走行。 